# Shizhong, Yunnan
Shizhong (kinesiska: 适中, 适中乡) är en socken i Kina. Den ligger i provinsen Yunnan, i den sydvästra delen av landet, omkring 130 kilometer nordväst om provinshuvudstaden Kunming. Antalet invånare är 5 315. Befolkningen består av 2 567 kvinnor och 2 748 män. Barn under 15 år utgör 13,0 %, vuxna 15-64 år 76 %, och äldre över 65 år 10,0 %.
Genomsnittlig årsnederbörd är 839 millimeter. Den regnigaste månaden är juli, med i genomsnitt 202 mm nederbörd, och den torraste är januari, med 4 mm nederbörd.